# Comuna Pervomaiske, Kirovske
Pervomaiske (în ucraineană Первомайське) este o comună în raionul Kirovske, Republica Autonomă Crimeea, Ucraina, formată din satele Iziumivka, Izobilne, Jemciujîna Krîmu, Kliuciove, Pervomaiske (reședința), Sadove și Vidvajne.

## Demografie
Componența lingvistică a comunei Pervomaiske
     Rusă (65,57%)
     Tătară crimeeană (26,17%)
     Ucraineană (7,35%)
     Alte limbi (0,48%)
Conform recensământului din 2001, majoritatea populației comunei Pervomaiske era vorbitoare de rusă (65,57%), existând în minoritate și vorbitori de tătară crimeeană (26,17%) și ucraineană (7,35%).